# 昆瓊
昆瓊（英語：Khumjung），位於尼泊爾薩加瑪塔專區索盧坤布的山中村莊，被歸劃在薩加瑪塔國家公園的範圍，是夏尔巴人的故鄉之一。1991年，尼泊爾政府曾對該地作了人口普查，村民有433戶、1809人。。2001年，尼泊爾政府又作了一次人口普查，村民有439戶，2010人（女性1021人，男性989人）。

## 概要

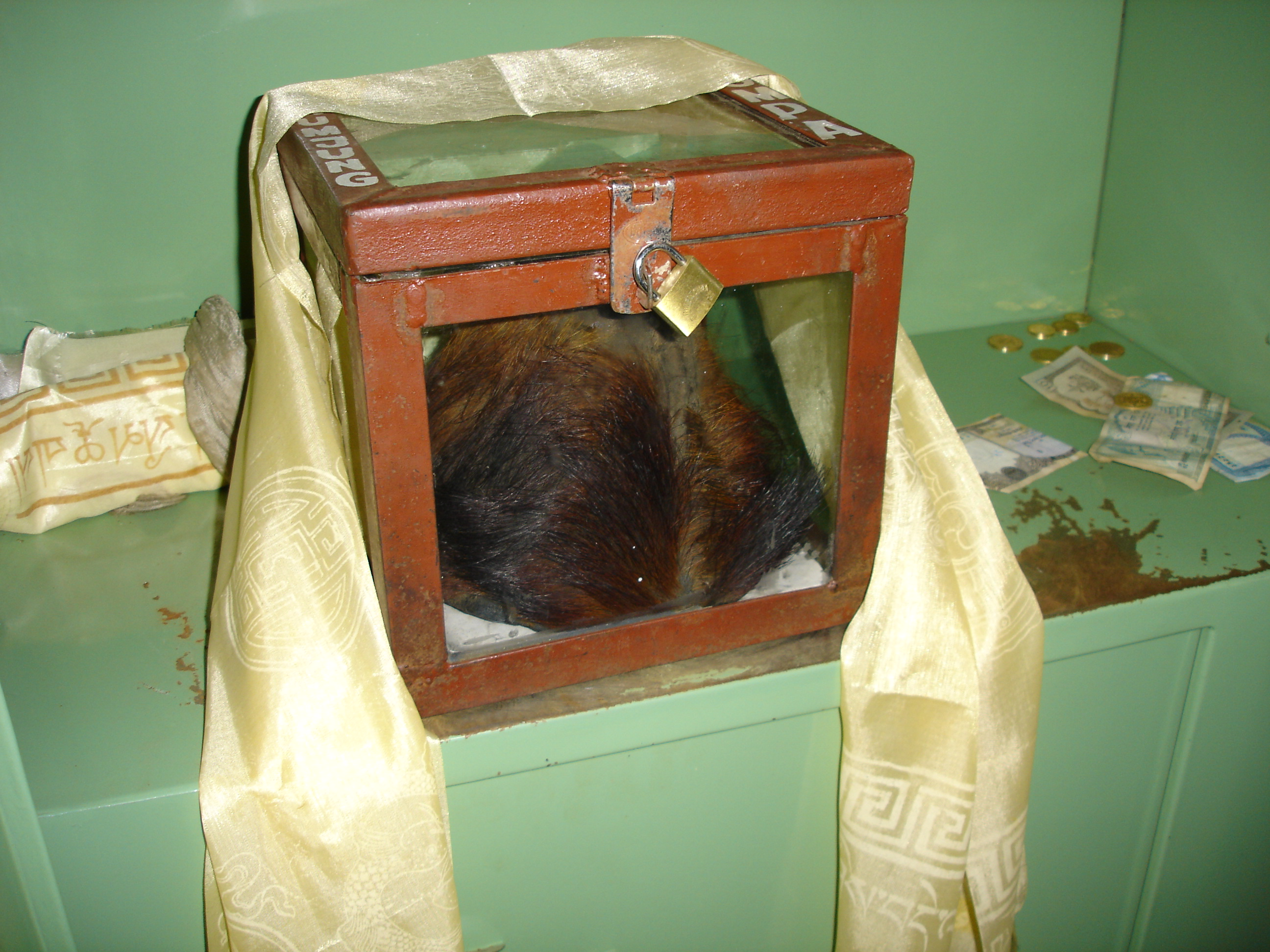
在昆瓊僧院中收藏一個疑似傳說中雪人的頭皮

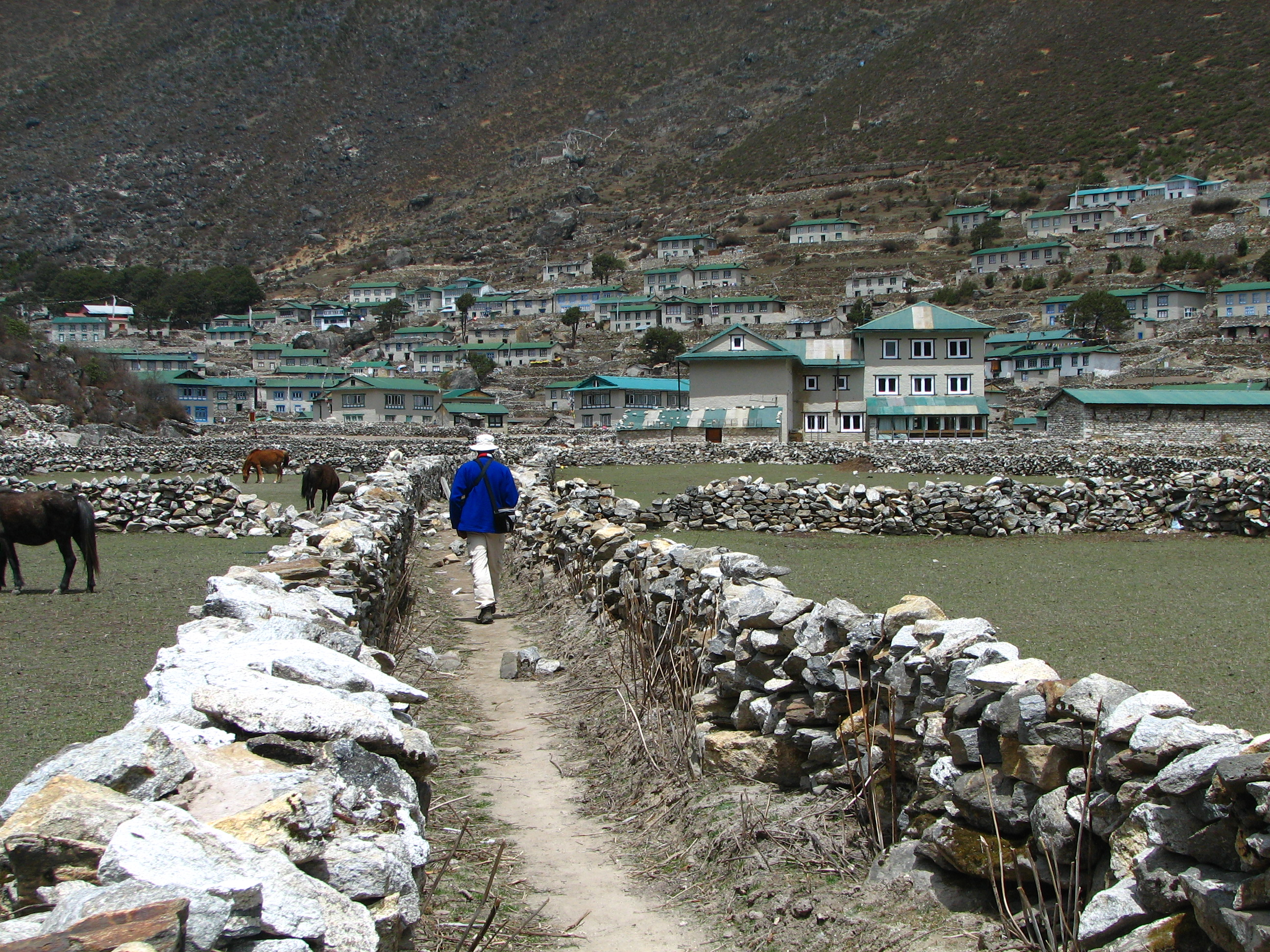
昆瓊村外的聯外道路

昆瓊海拔3790公尺，座落在一座被夏尔巴人視為神山的貢比拉山山腳下。在一座名為Comba的僧院中，收藏一個疑似雪人的頭皮。該村莊有現代化的通訊設備，例如能使用網路、手機通訊和市內電話。從昆瓊出發，約走一小時，可抵達南崎巴札的傳統市集，除了當地各村的居民，也有許多世界各地的遊客會來這採購所需物品。

## 外部連結
- （英文）UN map of the municipalities of Solukhumbu District （页面存档备份，存于）